# Miguel Noguer Castellví
Miguel Noguer Castellví va néixer a Barcelona el 28 de desembre de 1956, i és Doctor en medicina especialitzat en estomatologia.
Esportista d'elit amb una dilatadíssima carrera esportiva que l'any 1980, juntament amb el càntabre Alejandro Abascal, guanyà la medalla d'or als Jocs Olímpics d'Estiu de 1980 a Moscou a la classe Flying Dutchman, categoria en la que, durant molts anys, fou considerat el millor tripulant del món. Va ser la primera medalla d'or per a la vela d'Espanya en unes Olimpíades i la primera per a un barceloní des de l'inici dels Jocs Olímpics moderns. Noguer hi anà a tres Jocs més: a Los Angeles (1984) amb Abascal, a Seül (1988) amb el canari Luis Doreste i a Barcelona (1992), on hi participà com a reserva. Entre els seus triomfs, cal destacar diversos podis a campionats mundials, vencedor del Campionat d'Europa, nombrosos títols de Campió d'Espanya i una innombrable quantitat de victòries a regates olímpiques internacionals. Actualment està retirat de l'alta competició però segueix navegant i prenent part en regates, principalment en la classe Laser.